# 샤오미 미투
샤오미 미투(Xiaomi Mi 2, 중국어: 小米手機2)은 중국의 샤오미가 제작한 안드로이드 기반의 MIUI 레퍼런스 스마트폰이다.

## 같이 보기
- 샤오미
- 미유아이
- 스마트폰 비교